# Savannpapegoja
Savannpapegoja (Poicephalus meyeri) är en fågel i familjen västpapegojor inom ordningen papegojfåglar.

## Utseende och läte
Savannpapegoja är en knubbig medelstor papegoja med brun rygg och grön undersida. I flykten syns unika gula skuldror liksom ljusgrön övergump. Lätena består av varierande ljusa skrin.

## Utbredning och systematik
Savannpapegoja förekommer i stora delar av Afrika söder om Sahara. Den delas in i sex underarter med följande utbredning:
- Poicephalus meyeri meyeri – förekommer från nordöstra Kamerun till södra Tchad, södra Sudan (och Sydsudan, västra Etiopien och Eritrea
- Poicephalus meyeri saturatus – förekommer i västra Kenya, Uganda, nordöstra Demokratiska republiken Kongo, Rwanda, Burundi och nordvästra Tanzania
- Poicephalus meyeri matschiei – förekommer från sydöstra Demokratiska republiken Kongo till Tanzania, östra Angola, norra Zambia och norra Malawi
- Poicephalus meyeri reichenowi – förekommer i västra Angola
- Poicephalus meyeri damarensis – förekommer från sydligaste Angola till norra Namibia och norra och centrala Botswana
- Poicephalus meyeri transvaalensis – förekommer från södra Zambia till norra Moçambique, östra Botswana och norra Sydafrika

## Levnadssätt
Savannpapegoja hittas i öppna lövskogar och lummig savann, ofta i områden med tillgång på baobabträd. Den ses vanligen i par eller småflockar.

## Status
Arten har ett stort utbredningsområde och beståndet anses stabilt. Internationella naturvårdsunionen IUCN listar den därför som livskraftig (LC).

## Namn
Fågelns vetenskapliga artnamn hedrar Bernhard Meyer (1767–1836), tysk botaniker, ornitolog och samlare av specimen.